# Ledrada
Ledrada es un municipio y localidad española de la provincia de Salamanca, en la comunidad autónoma de Castilla y León. Se integra dentro de la comarca de la Sierra de Béjar. Pertenece al partido judicial de Béjar y a las mancomunidades Embalse de Béjar y Ruta de la Plata.
Su término municipal está formado por un solo núcleo de población, ocupa una superficie total de 16,95 km² y según los datos demográficos recogidos en el padrón municipal elaborado por el INE en el año 2017, cuenta con una población de 489 habitantes.

## Etimología
El nombre de lugar se inscribe en una abundante familia de topónimos que aluden a elementos del paisaje recubiertos de hiedra, es decir, hedrados.  Compárese con el frecuente Adrados (árboles o edificios cubiertos de hiedra), o con La Adrada, topónimo repetido, que en algunos casos aparece atestiguado como Peña Hedrada. En Zamora existe un Las Hedradas, pueblo rayano con Orense. Ledrada aparece documentada como El Hedrada en 1470. La evolución desde un latín *ILLA HĔDĔRĀTA > Ledrada se explica por un fenómeno de la fonética sintáctica medieval, la frecuente sinalefa, que permite en este caso reducir el hiato a-e.

## Símbolos

Representación heráldica del blasón aprobado.

### Escudo
El escudo heráldico que representa al municipio fue aprobado con el siguiente blasón:

«Escudo Partido: Primero de oro con dos sillares de piedra berroqueña, de su color, puestos uno sobre otro, y enroscada a ambos una hiedra de su color. Segundo, de plata con una banda de sable y una cadena de oro puesto en orla y bronchante. Al timbre la Corona Real Española»

### Bandera
La bandera municipal fue aprobada con la siguiente descripción textual:

«Teñida con los esmaltes del Escudo cubriendo cada uno la mitad de la tela, teniendo en cuenta llevar el sinople al lado del asta, para quedando en la orilla el plata, ambos divididos por una perpendicular, aumentando notoriamente el tamaño del Escudo que figura en su centro»

## Geografía
Desde el municipio se puede ver la Sierra de Francia y los famosos hermanitos cerca de Fresnedoso, La Nava y Sorihuela.

## Historia

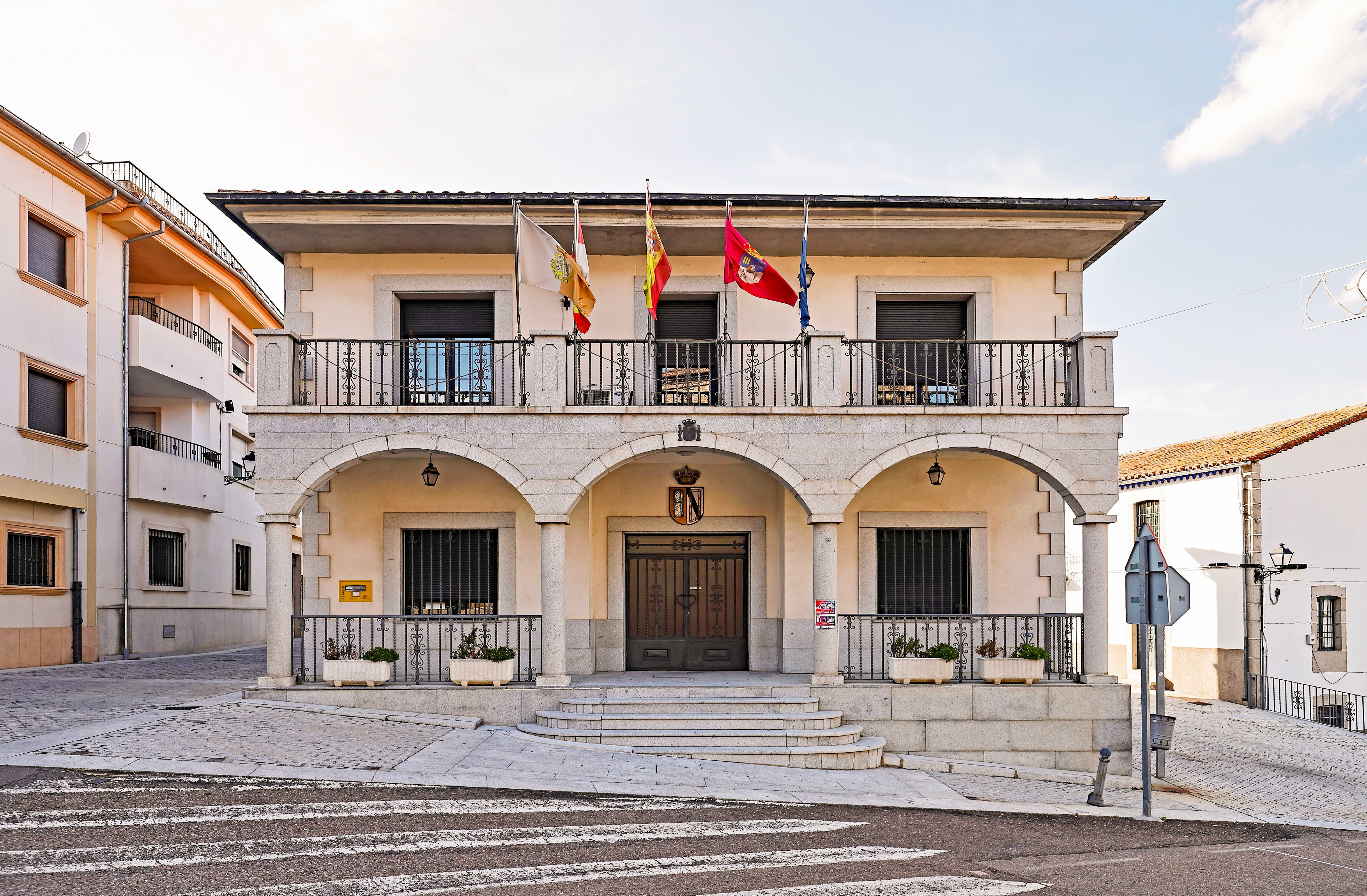
Ayuntamiento

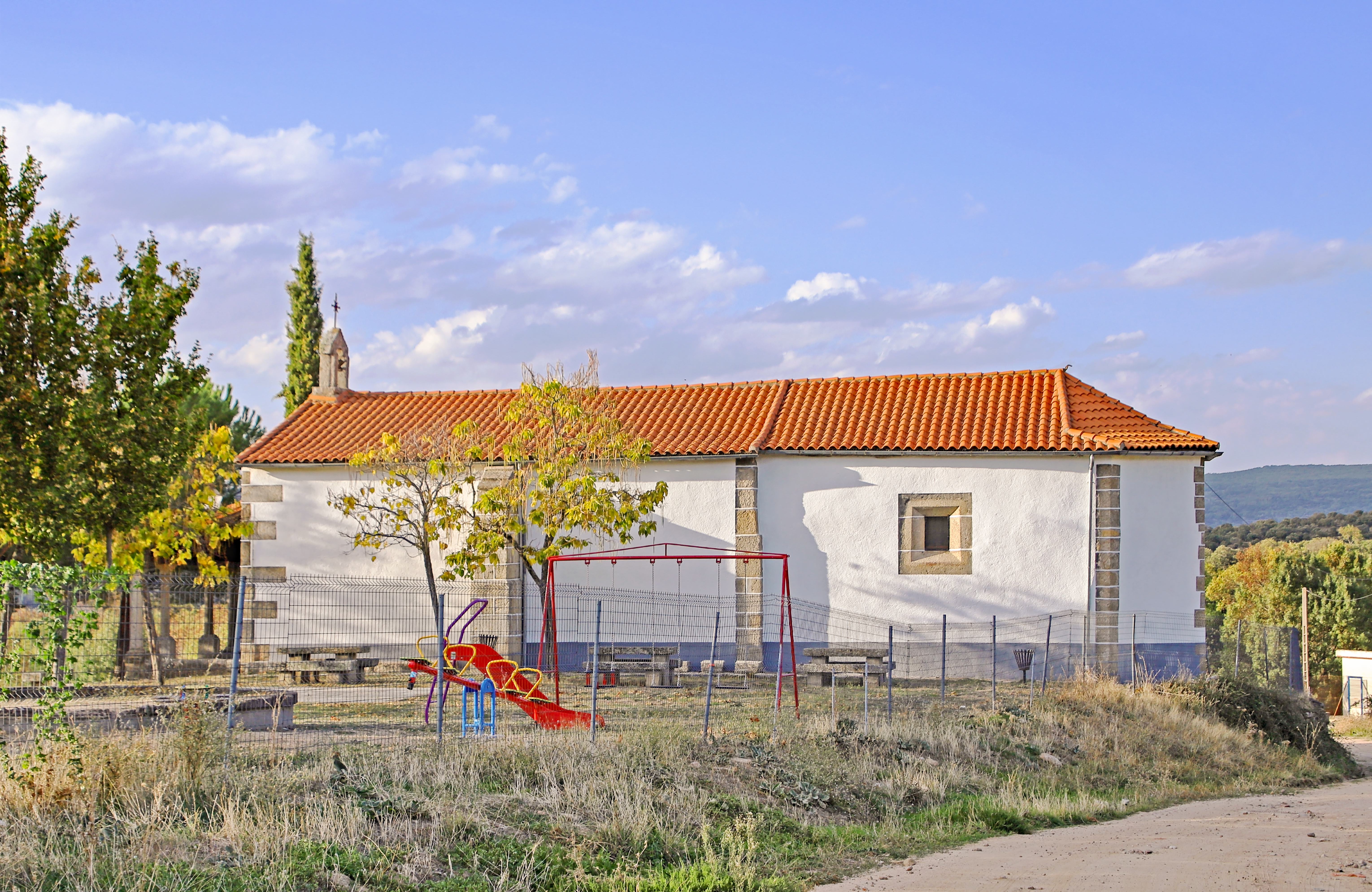
Ermita de Nuestra Señora de la Yedra

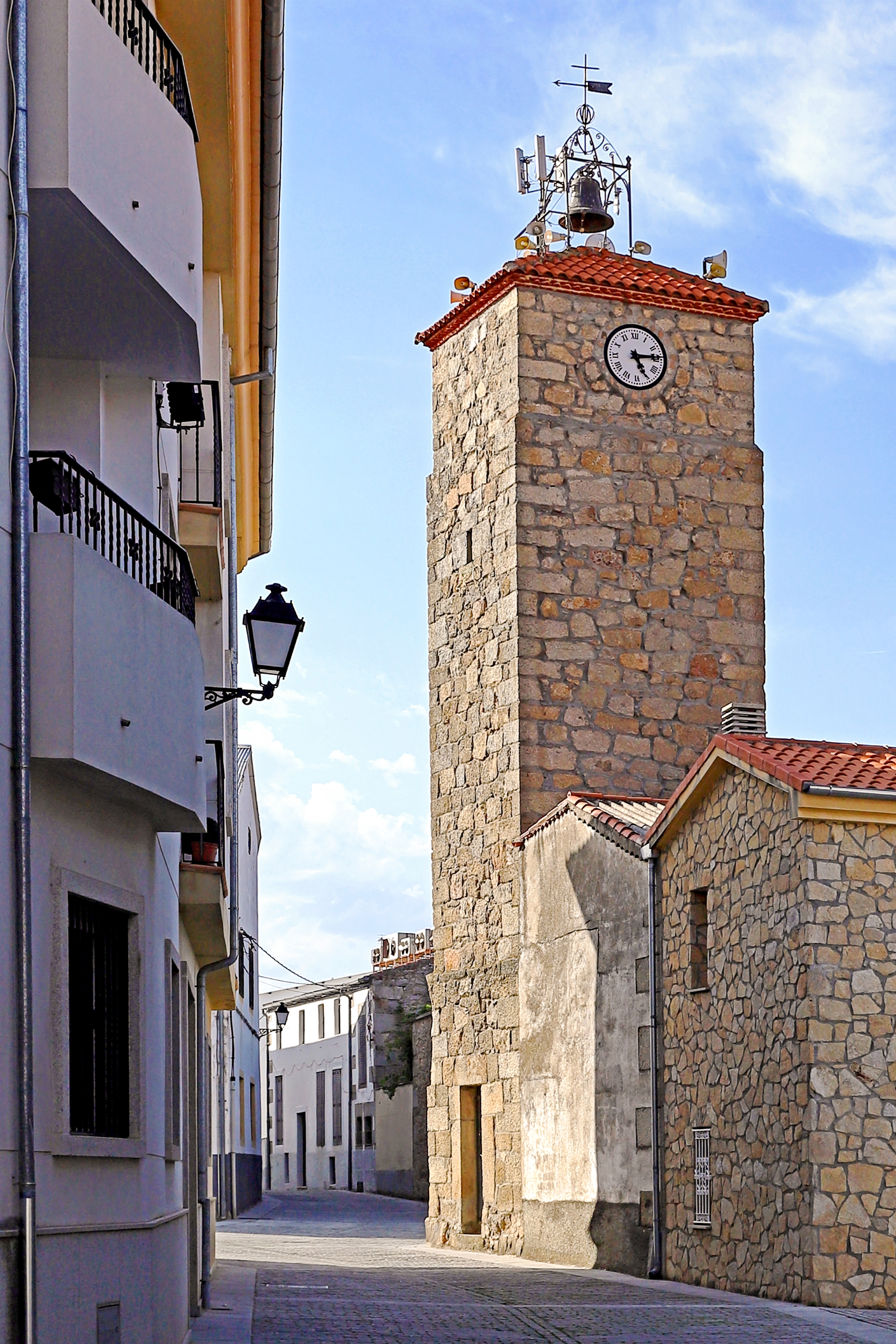
Torre del reloj

Durante  varios  siglos  el  territorio  en  el  que  actualmente  se encuentra  Ledrada  permaneció   prácticamente despoblado  siendo  tierra de nadie. Alfonso  I  de  Asturias  había  vacíado  de  población toda  la  cuenca  del  Duero  hacía  el  año  750, matando a todos los moros  y  llevándose a todos  los  cristianos  a  su  reino. Con  ello  lo  que trataba  de  conseguir  es  que  los  poderosos  ejércitos musulmanes  que  quisieran  llegar  a  sus  dominios  no  tuvieran  ningún  tipo  de  apoyo  logístico  una  vez  hubieran  cruzado  el  Sistema  Central.
La desaparición de un poder único musulmán en 1030 y la formación de multitud de reinos taifas propicia la ocupación  y  posterior  repoblación  cristina  de  la  zona  comprendida  entre  el  río  Duero  y  el  Sistema  Central  por  gentes  procedentes  del  norte  de  la  península. En  el  caso  de  Ledrada  y  su  entorno  geográfico  se  hizo   en  torno  a  finales  del  siglo  XII  y  comienzos  del XIII. Sus  repobladores  procedían  mayoritariamente  de  Castilla, en especial de Ávila y Burgos.[cita requerida]
Ya  en 1157,  a  la  muerte  del rey Alfonso VII de León había  dividido  su reino entre sus dos hijos, dando a Fernando II León y a Sancho IV Castilla, quedando la vía o ruta de la Plata como frontera entre ambos reinos. Y Ledrada, incorporada a Castilla dentro del alfoz de Ávila, mantendrá su condición de encrucijada y frontera juntamente con los pueblos cercanos de Sanchotello, San Medel, La Puebla, Peromingo, etc. formando parte de la Comunidad de Villa y Tierra de Béjar desde la creación de ésta en 1209.
Su importancia religiosa debió ser grande, pues el beneficiado de Ledrada figura en el año 1234 como uno de los fundadores del “Cabildo de Clérigos del quarto de arriba de la tierra de Bexar”. Y durante muchos años, Valdelcasa y Peromingo fueron anejos a la iglesia de Ledrada.
A finales del siglo XIV, año 1396, Béjar y su alfoz pasan a pertenecer a Diego López de Stúñiga, lo que acaba desembocando en el paso del territorio bejarano al Reino de León, al pasar a depender del voto en Cortes de Salamanca, hecho que se concreta en las siguientes Cortes, las de 1425. Esta incorporación le será notificada a los vecinos por medio de un veredero. A partir de esa fecha, Ledrada y el resto de la Tierra de Béjar queda vinculada a la familia de los Stúñiga, Señores primero y, más tarde, Duques de Béjar, hasta la desaparición del régimen feudal en el año 1833.
Precisamente, en la división de 1833 en que se crean las actuales provincias, Ledrada quedó integrado en la provincia de Salamanca, dentro de la Región Leonesa.

## Geografía humana

### Demografía
Cuenta con una población de 465 habitantes (INE 2024).
| Gráfica de evolución demográfica de Ledrada entre 1842 y 2021                                                         |
| |
| Población de derecho según los censos de población del INE. Población de hecho según los censos de población del INE. |

Según el Instituto Nacional de Estadística, Ledrada tenía a, 31 de diciembre de 2019, una población total de 481 habitantes, de los cuales 241 eran hombres y 240 mujeres. Respecto al año 2000, el censo refleja 606 habitantes, de los cuales 308 eran hombres y 298 mujeres. Por lo tanto, la pérdida de población en el municipio para el periodo 2000-2019 ha sido de 125 habitantes, un 20% de descenso.

### Economía
Su principal actividad económica es la industria chacinera. Tienen fama sus chorizos y jamones (algunos de ellos con la Denominación de Origen de Guijuelo).

## Cultura

### Fiestas
San Antonio (13 de junio), San Roque (16 de agosto), las Ferias (31 de agosto), y la boda de la virgen (primer domingo de octubre). También es muy popular el tuning "el jamón", que se suele celebrar en agosto.

### Gastronomía
Las patatas revueltas, productos chacineros, el roscón...

## Monumentos y lugares de interés
Iglesia parroquial católica bajo la advocación de San Miguel Arcángel, en la Archidiócesis de Mérida-Badajoz, Diócesis de Plasencia, arciprestazgo de Fuentes de Béjar. Edificio de estilo románico, que destaca junto con la ermita de la Virgen de la Yedra y el torreón.

## Administración y política
| Partido político                         | 2019  | 2019  | 2019       | 2015  | 2015  | 2015       | 2011  | 2011  | 2011       | 2007  | 2007  | 2007       | 2003  | 2003  | 2003       |
| Partido político                         | %     | Votos | Concejales | %     | Votos | Concejales | %     | Votos | Concejales | %     | Votos | Concejales | %     | Votos | Concejales |
| Partido Popular (PP)                     | 80,14 | 234   | 6          | 85,94 | 275   | 6          | 76,50 | 280   | 6          | 55,96 | 230   | 4          | 63,68 | 256   | 5          |
| Partido Socialista Obrero Español (PSOE) | 17,81 | 52    | 1          | 12,50 | 40    | 1          | 22,40 | 82    | 1          | 43,55 | 179   | 3          | 35,32 | 142   | 2          |

## Transporte
El municipio está bien comunicado por carretera siendo atravesado en sentido norte-sur por la carretera DSA-250 que surge en La Cabeza de Béjar y permite comunicar con Fuentes de Béjar, llegando hasta Navalmoral de Béjar en el sur. Además en los vecinos términos de Fuentes y Nava de Béjar discurren tanto la nacional N-630 que une Gijón con Sevilla como la autovía Ruta de la Plata que tiene el mismo recorrido que la anterior y cuenta con salidas en ambas localidades, permitiendo unas comunicaciones más rápidas con el municipio. 
En cuanto al transporte público se refiere, tras el cierre de la ruta ferroviaria de la Vía de la Plata, que pasaba tanto por el municipio de Guijuelo como por el de Béjar y contaba con estaciones en ellos, no existen servicios de tren en el municipio ni en los vecinos, siendo la estación más cercana la de Salamanca. Tampoco hay línea regular con servicio de autobús, siendo la estación más cercana la de Guijuelo. Por otro lado el aeropuerto de Salamanca es el más cercano, estando a unos 68km de distancia.

## Ledradenses ilustres
- Vicente Cervantes (1755-1829), médico y botánico.